# Creative Micro Designs
Creative Micro Designs (CMD) fue una compañía manufacturera que originalmente desarrolló y vendió productos para las computadoras personales Commodore 64 y C128 de 8 bits. 
Fue fundada en 1987 por Doug Cotton y Mark Fellows. Después de 2001 vendió PC y equipos relacionados. 

## Historia
El primer producto de CMD, JiffyDOS, fue desarrollado desde 1985 en adelante por Mark Fellows. Un sistema operativo de disco actualizado, mantenía una amplia compatibilidad con el DOS de las unidades de disquete Commodore mientras ofrecía un acceso de lectura y escritura mucho mayor. 
CMD dejó de vender productos para Commodore en 2001. En julio de ese año, al programador Maurice Randal se le vendió una licencia exclusiva para producir y vender los productos relacionados con Commodore. Su compañía Click Here Software Co suministró los productos hasta alrededor de 2009.
En 2010, Jim Brain adquirió la licencia para suministrar JiffyDOS. Desde enero de ese año, ha vendido el producto a través de su tienda web Retro Innovations. 

## Productos

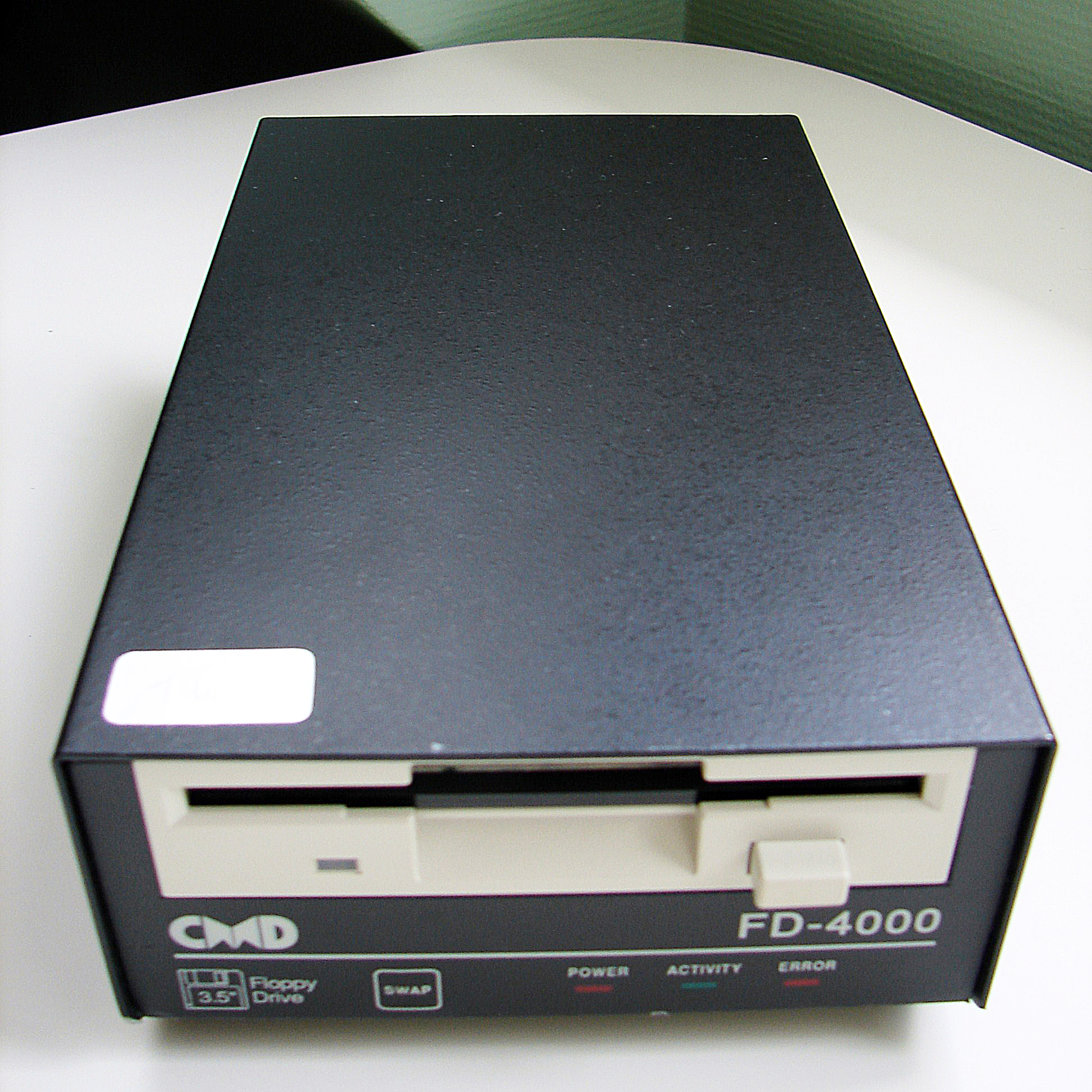
Unidad de disco CMD FD-4000

- SuperCPU: Una actualización de la CPU 65816 de 8/16 bits para el C64 y el C128 lanzada el 4 de mayo de 1997, con la versión 2, la versión compatible C128, que se lanzó en 1998.[2]
- RAMLink : un disco RAM de estado sólido 'rápido' que se enchufaría en el puerto del cartucho del C64 o C128 que agregaría entre 1 megabyte y 16 megabytes. La versión C64 generalmente requería un 'clip de salto de temporizador'. El RAMPort le permitió trabajar con las unidades de expansión de RAM Commodore 17xx
- Serie FD: una gama de disqueteras. El FD2000 utilizó discos de 'alta densidad' de hasta 1,6 megabytes de almacenamiento, mientras que el FD4000 utilizó discos de 'densidad mejorada' de hasta 3,2 megabytes de almacenamiento
- Serie HD : discos duros SCSI de entre 20 megabytes y 4,4 gigabytes utilizando el sistema de partición nativo de CMD de 16 megabytes por partición
- JiffyDOS: agrega comandos DOS Wedge para una funcionalidad más fácil a través del símbolo del sistema BASIC
- SwiftLink/Turbo232: agrega módems de acceso telefónico a su Commodore 64 o 128 de hasta 38.4kbit/s (SwiftLink) o 56.6kbit/s (Turbo232)
- 1750 XL: un clon del Commodore 17xx REU en dos modelos agregando 512 Kilobytes o 2 Megabytes
- SuperRAMCard: funciona junto con la SuperCPU para agregar entre 1 megabyte y 16 megabytes de memoria directamente accesible utilizando el procesador 65816
- SmartTRACK / SmartMOUSE: un mouse o trackball 'inteligente' Commodore 1351 de 3 botones que tenía 2K de RAM y un reloj de tiempo real compatible con Y2K con batería que era compatible con GEOS